# Somoskőújfalu, Nógrád
Somoskőújfalu  este un sat în districtul Salgótarján, județul Nógrád, Ungaria, având o populație de 2.374 de locuitori (2011). 

## Demografie
Componența etnică a satului Somoskőújfalu
     Maghiari (96,81%)
     Romi (1,78%)
     Necunoscut (0,36%)
     Alții (1,05%)
Componența confesională a satului Somoskőújfalu
     Romano-catolici (45,45%)
     Fără religie (23,42%)
     Reformați (2,32%)
     Atei (1,26%)
     Necunoscută (26,71%)
     Alte religii (1,81%)
Conform recensământului din 2011, satul Somoskőújfalu avea 2.374 de locuitori. Din punct de vedere etnic, majoritatea locuitorilor (96,81%) erau maghiari, cu o minoritate de romi (1,78%). Apartenența etnică nu este cunoscută în cazul a 0,36% din locuitori. Nu există o religie majoritară, locuitorii fiind romano-catolici (45,45%), persoane fără religie (23,42%), reformați (2,32%) și atei (1,26%). Pentru 26,71% din locuitori nu este cunoscută apartenența confesională.